# كوم الصعايدة (سوهاج)
قرية كوم الصعايدة هي إحدى القرى التابعة لمركز جرجا بمحافظة سوهاج في جمهورية مصر العربية. حسب إحصاءات سنة 2006، بلغ إجمالي السكان في كوم الصعايدة 9474 نسمة، منهم 4743 رجل و4731 امرأة، ومن أعلامها محمد عبد اللطيف حتحوت مفتي الديار المصرية الأسبق.